# 科爾薩科夫區

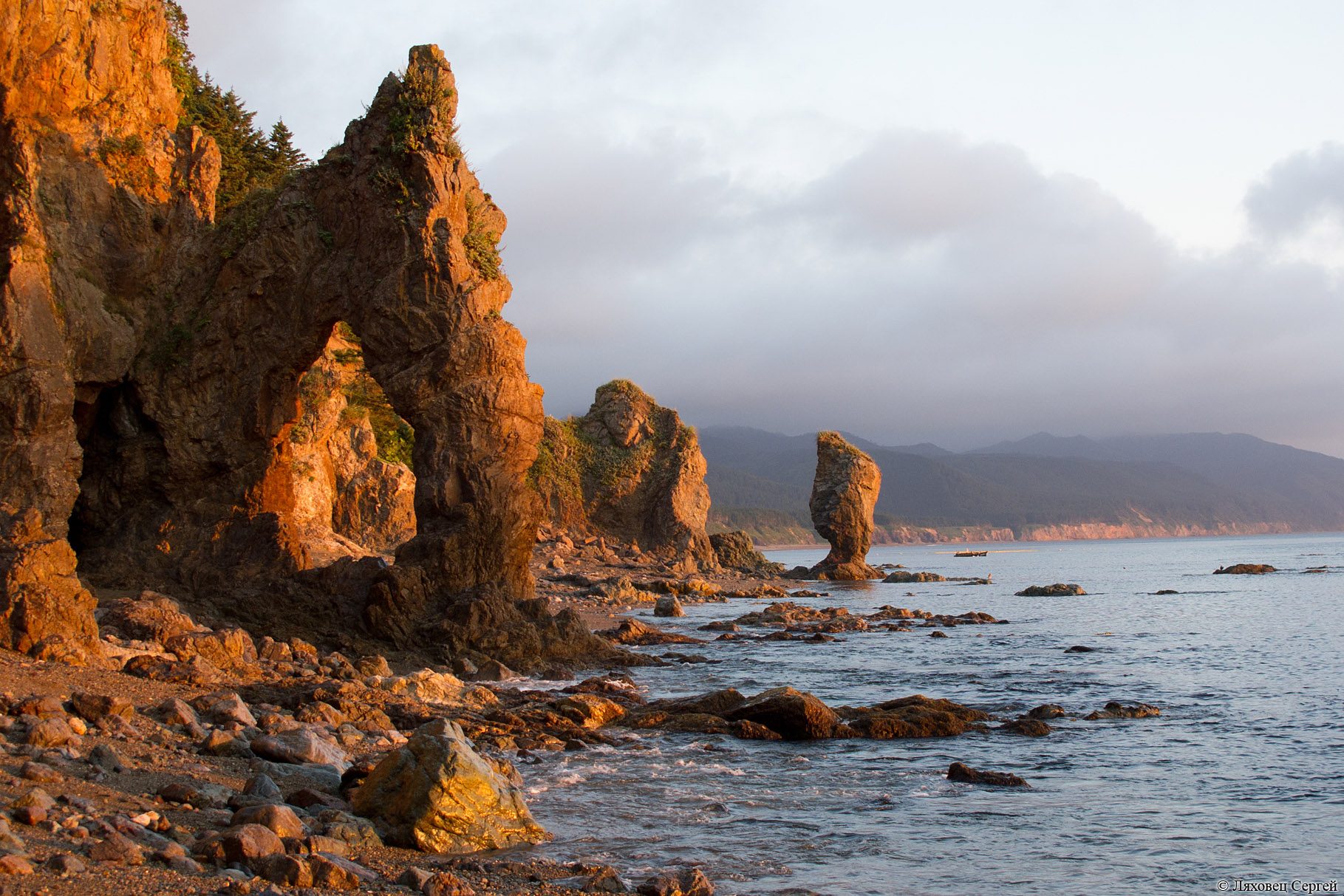

46°38′N 142°46′E / 46.633°N 142.767°E
科爾薩科夫區（俄语：Корсаковский район），是俄羅斯的一個區，位於該國東南部，由薩哈林州負責管轄，面積2,623.6平方公里，2010年人口7,885，人口密度每平方公里3.01人。
該地在二戰结束前属日本，名為大泊支廳（1942年11月，樺太廳進行支廳重編，大泊支廳被併入豐榮支廳（原豐原支廳），並更名為豐原支廳），由樺太廳負責管轄。